# Iphiclides podalirius
A borboleta-de-rabo (Iphiclides podalirius) é uma espécie de insetos lepidópteros, mais especificamente de borboletas pertencente à família Papilionidae.
A autoridade científica da espécie é Linnaeus, tendo sido descrita no ano de 1758.
Trata-se de uma espécie presente no território português.